# Węgorzewo Miejski Las
Węgorzewo Miejski Las – zlikwidowany kolejowy przystanek osobowy w Kalskich Nowinach, w województwie warmińsko-mazurskim, w Polsce. Przystanek znajdował się przy nieczynnej linii kolejowej z Węgorzewa do Gołdapi.